# Forzanes
Forzanes (oficialmente San Félix de Forzanes) es una parroquia española del municipio de Puentecaldelas, perteneciente a la provincia de Pontevedra, en la comunidad autónoma de Galicia.

## Toponimia
La parroquia puede aparecer referida con las grafías «Forzanes» y «Forzáns».

## Historia
Hacia mediados del siglo XIX, la parroquia, ya por entonces perteneciente a Puentecaldelas, tenía contabilizada una población de 240 habitantes. Aparece descrita en el octavo volumen del Diccionario geográfico-estadístico-histórico de España y sus posesiones de Ultramar de Pascual Madoz con las siguientes palabras:

FORZANES (San Pedro): felig. en la prov. de Pontevedra (3 leg.), part. jud. de Puente Caldelas (1), dióc. de Tuy (6), ayunt. de Caldelas. sit. á la der. del r. Oítaven, en la falda del monte de Ceo: donde la combaten principalmente los aires del N. y S., el clima es benigno, y las enfermedades comunes fiebres pútridas y nerviosas. Tiene 86 casas repartidas en las ald. de Caritelo, Forzanes y Gesteira. Hay escuela de primeras letras, frecuentada por 60 niños. La igl. parr. (San Pedro Feliz), está servida por un cura de entrada y de nombramiento del marques de Mos. Confina el térm. N. San Pedro de Gajate; E. San Martin de Berducido; S. San Andres de Anceu, y O. Sta. Eulalia de Caldelas. El terreno es de mediana calidad: le fertiliza el r. Oítaven, que naciendo en los montes de Suido, cruza por el lado oriental del térm. Atraviesa por esta felig. el camino que desde Caldelas va á Ribadavia: el correo se recibe en Caldelas. prod.: maiz, centeno, legumbres, frutas y algun vino; se cria ganado vacuno, de cerda, lanar y cabrio; hay caza de conejos y perdices, y pesca de truchas. pobl.: 80 vec. y 240 almas. contr.: con su ayuntamiento. (V.)
(Madoz, 1847, p. 152)

En 2023, tenía empadronados 129 habitantes.